# 어느 마녀가 죽을 때까지
《어느 마녀가 죽을 때까지》(일본어: ある魔女が死ぬまで 아루 마조가 시누마데[*])는 사카가 지은 일본의 라이트 노벨이다. 일러스트는 코레후지가 담당했다. 소설 투고 사이트 카쿠요무에서 2019년 10월부터 2022년 8월까지 연재되었고, 2021년 12월부터 전격의 신문예(KADOKAWA)에서 서적판이 발행되고 있다. 전격의 신문예 2주년 기념 콘테스트 〈뜨거운 사제 관계〉 부문 대상을 수상했다.

## 줄거리
견습마녀 메그 라즈베리는 17번째 생일에 스승인 영년의 마녀 파우스트로부터 여명 1년의 저주를 받았다는 사실을 알게 된다. 저주를 면하는 방법은 사람들의 기쁨의 눈물을 천 알씩 모아 생명의 씨앗을 만들어 내는 것. 메그는 눈물을 모으기 위해 많은 사람들과 관계를 맺으며 만남과 이별을 반복하며 마녀로 성장해간다.

## 등장인물
메그 라즈베리(メグ・ラズベリー)
성우 - 아오야마 요시노
파우스트(ファウスト)
성우 - 사카키바라 요시코
소피 헤이터(ソフィ・ヘイター)
성우 - 요미야 히나
피네 캐번디시(フィーネ・キャベンディッシュ)
성우 - 오오쿠보 루미
이노리(祈)
성우 - 이토 시즈카
클로에(クロエ)
성우 - 타네자키 아츠미
엘드라(エルドラ)
성우 - 히카사 요코
카방클(カーバンクル)
성우 - 하나이 미하루
시로프크로우(シロフクロウ)
성우 - 스즈키 아이나

## 기간 일람
- 사카(저)·코레후지(일러스트), KADOKAWA〈전격의 신문예〉, 기간 3권(2025년 3월 17일 현재)
  1. 『ある魔女が死ぬまで -終わりの言葉と始まりの涙-』2021년 12월 17일 발매[2], ISBN 978-4-04-914054-5
  2. 『ある魔女が死ぬまで2 -蒼き海に祝福の鐘は鳴り響く-』2024년 7월 17일 발매[3], ISBN 978-4-04-915566-2
  3. 『ある魔女が死ぬまで3 -はてしない物語の幕が上がる-』2025년 3월 17일 발매[4], ISBN 978-4-04-915567-9

## TV 애니메이션
2024년 6월 에 텔레비전 애니메이션화가 발표되었다. 2025년 4월부터 6월까지 AT-X 등에서 방송되었다.

### 스태프
- 원작 - 사카
- 캐릭터 원안 - 코레후지
- 감독 - 니고리카와 아츠시
- 시리즈 구성 - 오오치 케이이치로
- 캐릭터 디자인 - 유키 시즈쿠
- 서브 캐릭터 디자인 - 요시다 타테, Aquanta, 카사사기 아카네
- 프롭 디자인 - 요시다 타테
- 미술 설정·미술 감독 - 쿠가 유미코, 오니타니 타쿠미
- 색채 설계  카키타 유키코
- 촬영 감독 - 에마 츠네타카
- 편집 - 타키가와 미사토
- 음향 감독 - 모리시타 히로토
- 음향 효과 - 하야시 유키
- 음향 제작 - 글로비전
- 음악 - 타테야마 아키유키
- 음악 제작 - 플라잉독
- 프로듀서 - 카와모토 사치, 콘도 마리코, 이이즈카 아야, 카완도 켄지로
- 애니메이션 프로듀서 - 하토리 아유무
- 애니메이션 제작 - EMT 스퀘어드
- 제작 - 어느 마녀가 죽을 때까지 제작위원회(KADOKAWA, 플라잉독, AT-X, EMT 스퀘어드)

### 주제가
Drops
사카모토 마아야에 의한 오프닝 테마. 작사는 이와사토 유호, 작곡은 키요타 나오토, 편곡은 코노 신.
花咲く道で
테시마 아오이에 의한 엔딩 테마. 작사·작곡·편곡은 카지우라 유키.

### 에피소드 목록
| 화수   | 제목                            | 각본              | 그림 콘티                         | 연출              | 작화 감독 | 총작화 감독                             | 방송일         |
| ------ | ------------------------------- | ----------------- | --------------------------------- | ----------------- | --- | --------------------------------------- | -------------- |
| 제1화  | 余命一年の魔女                  | 오오치 케이이치로 | 니고리카와 아츠시                 | 니고리카와 아츠시 | 오카다 유키코 미나미하라 요시코 아오키 신이치 Wang Xiao-ming Fan Dong-dong Yin Shao-feng 황형락                                                                                  | 유키 시즈쿠                             | 2025년 4월 1일 |
| 제2화  | 見習い魔女とラピスの人々        | 오오치 케이이치로 | 니고리카와 아츠시                 | 무라카와 나오야   | 타케우치 아키라 요시다 타테 아오키 신이치 오카다 유키코 周婧 黄华 江影 王培非 徐延文 欧阳海 王瑞浩 SUN CHANG 황형락                                                              | 나카야마 카즈코 우에다 에리             | 4월 8일        |
| 제3화  | 東より、英知の来訪              | 오오치 케이이치로 | 타카야시키 히로시                 | 마에조노 후미오   | 호소다 사오리 慧敏 約拿単 | 타케우치 아키라 요시다 타테 토미노 키에 | 4월 15일       |
| 제4화  | 祝福は開門と共に                | 아오시마 타카시   | 마에사와 히로키                   | 카쿠하라 유키     | 노가미 신야 마스이 잇페이 이시이 마이 코니시 아미 한승희 | 타케우치 아키라                         | 4월 22일       |
| 제5화  | 祭典の夜空に花は咲く            | 아오시마 타카시   | 니고리카와 아츠시                 | mikan             | 아오키 신이치 타케우치 아키라 오카다 유키코 陈娇娇 徐延文 欧阳海 扬彤琤 黄华 江影 毛缟斑 루라포트 FAN DONG DONG 尹少锋 황형락                                                    | 타케우치 아키라                         | 4월 29일       |
| 제6화  | 魔法のない夕暮れの空は          | 오오치 케이이치로 | 하마사키 켄이치 이시야마 타카아키 | 마에조노 후미오   | 오카다 유키코 田凯丽 아오키 신이치 우에다 에리 오오노 츠토무 요네카와 鄭峰 陳洁琼 劉軍 銭進一 黄湘雲 王培非 陈娇娇 徐延文 王瑞浩 梦润 朱至峰                                     | 토미노 키에                             | 5월 6일        |
| 제7화  | 言の葉と災厄と式典と            | 아오시마 타카시   | 마에사와 히로키                   | 카와이 코헤이     | 와다 유지 関鵬 劉定福 劉軍 李慶 | 유키 시즈쿠 타케우치 아키라             | 5월 13일       |
| 제8화  | 悪魔に魅入された家族            | 오오치 케이이치로 | 콘도 사시미                       | 아와이 시게노리   | 아오키 신이치 노가미 신야 蕭宇庭 杜林桂 마스이 잇페이 | 타케우치 아키라                         | 5월 20일       |
| 제9화  | 古き大樹は眠る                  | 오오치 케이이치로 | 히가시다 나츠미                   | 히가시다 나츠미   | 오카다 유키코 요시다 타테 梦润 張碩源 金承旭 唐玥 杨彤琤 周婧 黄华 FAN DONG DONG yin shao feng 황형락                                                                            | 타케우치 아키라                         | 5월 27일       |
| 제10화 | 朝騒と共に祝福の鐘は鳴る (前編) | 아오시마 타카시   | 모리 타케시                       | 토노카츠 히데키   | 백연주 최정화 한미옥 박주현 김주노 손선아 안영유 승명계 | 정우영                                  | 6월 3일        |
| 제11화 | 朝騒と共に祝福の鐘は鳴る (後編) | 아오시마 타카시   | 아미야 마사카즈                   | 히라야마 타카나리 | 아오키 신이치 타케우치 아키라 오오노 츠토무 미나미하라 요시코 우에다 에리 오카다 유키코 와타나베 사토미 王培非 陈娇娇 徐延文 王瑜 太上 刘龙圣                                    | 야마무라 토시유키                       | 6월 10일       |
| 제12화 | 私の愛した人たち                | 오오치 케이이치로 | 이시야마 타카아키                 | 니고리카와 아츠시 | 오카다 유키코 미나미하라 요시코 타케우치 아키라 야마구치 야스노리 요시다 타테 키타지마 유키 토미노 키에 梁佩霄 尚亚旋 lin yu 王瑞浩 毛缟斑 王瑜 太上 刘龙圣 王培非 陈娇娇 徐延文 | 유키 시즈쿠 타케우치 아키라             | 6월 17일       |